# Sidyma
Koordinaten: 36° 24′ N, 29° 12′ O
Sidyma war eine antike Stadt in der kleinasiatischen Landschaft Lykien beim heutigen Dodurga im Bezirk Fethiye in der türkischen Provinz Muğla.
Über die frühe Geschichte der Stadt ist nur wenig bekannt. Offenbar gehörte sie im 5. Jahrhundert v. Chr. dem Attischen Seebund an und im 2. Jahrhundert v. Chr. dem Lykischen Bund, wie Münzen zeigen. Die archäologischen Reste, sakrale Gebäude, eine Säulenhalle, Reste der Akropolis und eines Theaters sowie zahlreiche Hochgräber und Sarkophage, gehören der römischen Kaiserzeit an. In der Spätantike war Sidyma Sitz eines Bischofs; auf das Bistum geht das Titularbistum Sidyma der römisch-katholischen Kirche zurück.